# ჴ
Qʰari o Hari (asomtavruli Ⴤ, nuskhuri ⴤ, mkhedruli ჴ) es la 35ª letra del alfabeto georgiano.
En el sistema de números georgianos tiene un valor de 7000. Ahora obsoleto.

## Letra
| asomtavruli | nuskhuri | mkhedruli |
| ----------- | -------- | --------- |
|             |          |           |

## Codificación digital
| asomtavruli | nuskhuri | mkhedruli |
| ----------- | -------- | --------- |
| U + 10C4    | U + 2D24 | U + 10F4  |